# 예너스도르프군

예너스도르프군의 위치

예너스도르프군(독일어: Bezirk Jennersdorf)은 오스트리아 부르겐란트주에 위치한 군으로 행정 중심지는 예너스도르프이며 면적은 253.42km2, 인구는 17,158명(2022년 기준), 인구 밀도는 68명/km2이다. 남서쪽으로는 슈타이어마르크주 쥐트오스트슈타이어마르크군, 북서쪽으로는 슈타이어마르크주 하르트베르크퓌르스텐펠트군, 북쪽과 북동쪽으로는 귀싱군과 접하며 동쪽과 남동쪽으로는 헝가리, 남쪽으로는 슬로베니아와 국경을 접한다.

## 하위 행정 구역
1개 도시, 7개 시장도시, 4개 일반 시를 관할한다.
- 도시
  - 예너스도르프(Jennersdorf)
- 시장도시
  - 도이치칼텐브룬(Deutsch Kaltenbrunn)
  - 하일리겐크로이츠임라프니츠탈(Heiligenkreuz im Lafnitztal)
  - 미니호프리바우(Minihof-Liebau)
  - 모거스도르프(Mogersdorf)
  - 노이하우스암클라우젠바흐(Neuhaus am Klausenbach)
  - 루더스도르프(Rudersdorf)
  - 장크트마르틴안데어라프(Sankt Martin an der Raab)
- 일반 시
  - 엘텐도르프(Eltendorf)
  - 쾨니히스도르프(Königsdorf)
  - 뮐그라벤(Mühlgraben)
  - 바이흐젤바움(Weichselbaum)